# Carpathonesticus spelaeus
Espèce
Synonymes
- Nesticus spelaeus Szombathy, 1917

Carpathonesticus spelaeus est une espèce d'araignées aranéomorphes de la famille des Nesticidae.

## Distribution
Cette espèce est endémique de Roumanie.

## Publication originale
- Szombathy, 1917 : A magyarországi Nesticus-félékröl (Nesticus spelaeus és N. tenebricola n. sp.). Barlangkutatás (Budapest), vol. 5, p. 33-39 & 74-78.